# Embargos de divergência
No Brasil, o recurso de embargos de divergência foi criado com a finalidade de uniformizar a jurisprudência interna do Superior Tribunal de Justiça ou do Supremo Tribunal Federal. No Superior Tribunal de Justiça, o recurso de embargos de divergência é cabível quando o acórdão de Turma ou de Seção divergir do julgamento de qualquer outro órgão do mesmo tribunal, ou seja, de Turma, da Seção ou da Corte Especial. No Supremo Tribunal Federal, os embargos de divergência são cabíveis quando o acórdão divergir do julgamento de Turma ou Plenário. A previsão específica dos embargos de divergência encontra-se nos artigo 1.043 e 1.044 do atual Código de Processo Civil (Lei 13.105/2015).
No Superior Tribunal de Justiça, o acórdão embargado deve ser proferido em recurso especial. No Supremo Tribunal Federal, o acórdão embargado deve ser proferido em recurso extraordinário. A jurisprudência de ambos os tribunais também aceita a interposição de embargos de divergência quando o acórdão tiver sido proferido em agravo regimental (interposto contra decisão monocrática em recurso especial ou em recurso extraordinário) ou em agravo contra decisão que nega a admissibilidade ao recurso especial ou ao recurso extraordinário.
Os embargos de divergência servem para impugnar decisão colegiada e não cabem embargos de divergência contra decisão singular de Ministro Relator. "Portanto, pode-se concluir que os  embargos de divergência não são cabíveis contra decisão monocrática. Por conseguinte, o recurso de embargos de divergência apenas encontra cabimento para impugnar as manifestações colegiadas".
No Superior Tribunal de Justiça e no Supremo Tribunal Federal, o acórdão paradigma pode ter sido proferido em qualquer tipo de recurso ou ação de competência do respectivo tribunal superior (STF.
O recurso de embargos de divergência é cabível se ambos os acórdãos tiverem julgado o mérito ou se um dos acórdãos não tiver sido admitido, mas houver apreciado a controvérsia. Também serve para sanar desarmonia tanto de direito material quanto de direito processual.
Não cabem embargos se a jurisprudência do plenário ou de ambas as turmas estiver firmada no sentido da decisão embargada, salvo o disposto no art. 103 do Regimento Interno do STF (revisão de jurisprudência).
São incabíveis embargos de divergência contra acórdão da mesma Turma, exceto se houver modificação de mais da metade dos julgadores.
O prazo para interposição dos embargos de divergência é de 15 dias úteis (Artigo 1003, § 5º, do Novo Código de Processo Civil).

## Novo CPC
A partir da vigência da lei 13.015, de março de 2015 (Novo Código de Processo Civil), passou a ser possível utilizar como paradigma acórdãos proferidos em quaisquer recursos e ações de competência do respectivo tribunal (Superior Tribunal de Justiça ou Supremo Tribunal Federal). A partir do Novo Código de Processo Civil é possível interpor embargos de divergência quando os acórdãos embargado e paradigma de mérito sejam dissonantes no mérito, na admissibilidade ou em outra questão processual.